# Saari, Somero
Saari är en ö i Finland. Den ligger i sjön Halkjärvi och i kommunen Somero i den ekonomiska regionen  Salo och landskapet Egentliga Finland, i den södra delen av landet, 80 km nordväst om huvudstaden Helsingfors. Öns största längd är 90 meter i sydöst-nordvästlig riktning.